# Gail Kubik
Pour les articles homonymes, voir Kubik.
Gail Thompson Kubik (5 septembre 1914, South Coffeyville (Oklahoma) – 20 juillet 1984, Covina (Californie) est un compositeur américain, violoniste, et enseignant. Il a notamment gagné le prix Pulitzer de musique de 1952.

## Biographie
Il a étudié à l'Eastman School of Music à Rochester (État de New York), à American Conservatory of Music de Chicago avec Leo Sowerby, et l'université Harvard avec Walter Piston et Nadia Boulanger. Il a enseigné le violon et la composition au Monmouth College dans l'Illinois, ainsi que la composition et l'histoire de la musique à l'université Columbia (1937). Rejoignant NBC dans l'équipe des compositeurs, à New York en 1940, il devient le directeur musical cinématographique pour l'Office of War Information. Il gagne en 1952 le prix Pulitzer de musique pour Symphony Concertante et il est lauréat du prix de Rome américain en composition musicale.
Il a habité à Venasque, dans le Vaucluse, de 1963 à 1983.

## Œuvres
- American Caprice pour piano et orchestre (1933 ; orch. 1936)
- Piano trio (1934)
- Violin concerto op. 4 (1934-6)
- Violin concerto no. 2 (1940/41, enregistré par Ruggiero Ricci)
- Symphony no. 1 in E-flat major (1946)
- Sonata for piano (1947)
- Symphony Concertante pour piano, alto, trompette et orchestre (1952)
- Symphony no. 2 in F major (1954-6)
- Symphony no. 3 (1956)
- Divertimento no. 1 for thirteen players (1959)
- String quartet (1960)
- Divertimento no. 2 for eight players (1969)
- In Praise of Johnny Appleseed (pour basse, chœur et orchestre)

### Opéra
- Boston Baked Beans (1952)
- A Mirror for the Sky (opéra folk, première représentation en 1957)

### Musique de films
- Men and Ships (1940)
- Colleges at War (1942)
- Menpower (1942)
- Paratroops (1942)
- The World at War (1942)
- Dover (1942, aka Dover Front Line)
- Earthquakers (1943)
- Air Pattern-Pacific (1944)
- The Memphis Belle (en) (1944)
- Thunderbolt (1945)
- C-Man (1949)
- Gerald McBoing-Boing (1950) dessin animé basé sur une histoire du Dr. Seuss
- The Miner's Daughter (1950)
- Two Gals and a Guy (1951, aka Baby and Me)
- La Maison des otages (1955)
- I Thank a Fool (1962)
- Music for Bells